# Bayou St. John (sous-marin confédéré)
Le Bayou St. John était un sous-marin confédéré et l'un des premiers sous-marins militaires construits pour être utilisés par les États confédérés d'Amérique pendant la guerre de Sécession.

## Historique
Aucune documentation d'époque n'existe pour le sous-marin, et son nom d'origine et de nombreux détails à son sujet restent inconnus. Le sous-marin a été redécouvert en 1878 lors du dragage du bayou St. John où il rejoint le lac Pontchartrain à La Nouvelle-Orléans, en Louisiane, où le sous-marin a probablement été sabordé pour éviter qu'il ne tombe entre les mains de l'Union après la capture de la Nouvelle-Orléans. Il a été exposé à côté du bayou au parc d'attractions Spanish Fort en tant que curiosité, identifié à tort comme le sous-marin confédéré Pioneer,.

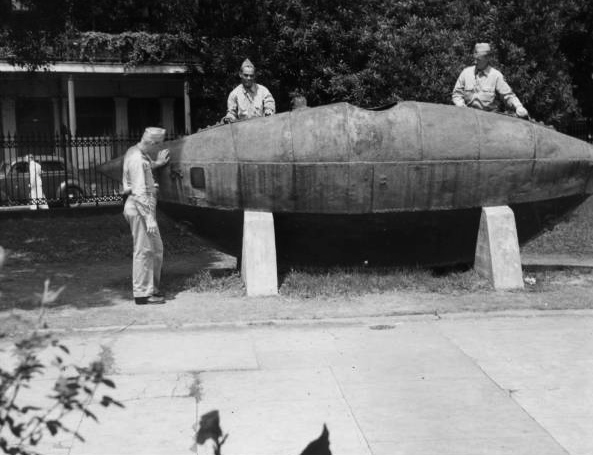
A Jackson Square

L'identification traditionnelle en tant que Pionnier n'a pas été sérieusement remise en question jusqu'à ce que des recherches historiques à la fin du 20e siècle montrent que le Pioneer était d'une conception différente de celle du Bayou St. John. Les deux sous-marins peuvent avoir subi des essais à peu près en même temps, et la confusion des deux peut remonter aux récits contemporains où il n'est pas possible de savoir celui qui a été construit en premier.

## Préservation
En 1908, le sous-marin a été déplacé sur le terrain du Camp Nicholls Confederate Home , à côté de la rivière Saint-Jean. À un moment donné, probablement dans les années 1930, l'intérieur du sous-marin a été rempli de béton dans une tentative de préservation que les générations ultérieures de conservateurs ont trouvée discutable.

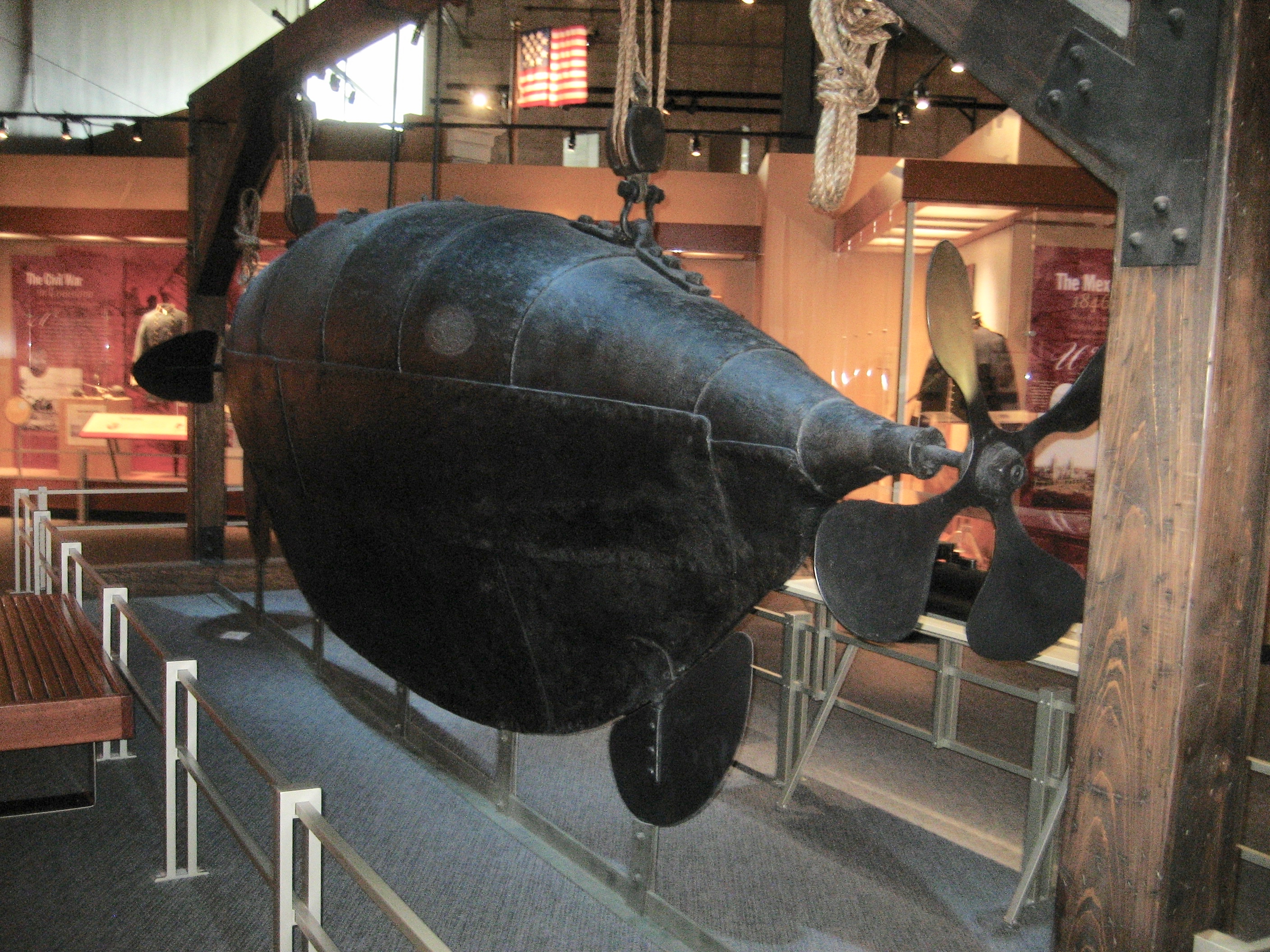
Au musée d'État de Louisiane

En 1942, le sous-marin a été acquis par le Louisiana State Museum (en) et déplacé à Jackson Square. Après avoir été exposé dans diverses expositions autour du square, il a été placé à l'abri de l'arcade au rez-de-chaussée du The Presbytere (en) en 1957, où il restera jusqu'en 1999.
En 1998, le sous-marin a été transporté à Baton Rouge, où le vieux béton a été retiré dans le cadre des efforts de restauration. Par la suite, il a été exposé au Capitol Park Museum - Baton Rouge.